# آناستازیا هیلی
آناستازیا هیلی (انگلیسی: Anastasia Hille؛ زادهٔ ۲۸ نوامبر ۱۹۶۵) بازیگر اهل بریتانیا است. وی از سال ۱۹۹۲ میلادی تاکنون مشغول فعالیت بوده‌است.
از فیلم‌ها یا برنامه‌های تلویزیونی که وی در آن نقش داشته‌است، می‌توان به حفره، متروک، سفیدبرفی و شکارچی، هاوکینگ، آرکی‌او ۲۸۱، بیداری، تعدی بر ما، باشگاه شورش و یک پادشاهی متحد اشاره کرد.